# Aeroportul Internațional Ministro Pistarini
Aeroportul Internațional Ministro Pistarini (IATA: EZE, ICAO: SAEZ) este un aeroport din Ezeiza⁠(d), Ezeiza Partido⁠(d), Buenos Aires, Argentina ce deservește zona Buenos Aires. Aeroportul a fost tranzitat în decembrie 2022 de 647.646 de pasageri. A fost deschis în 1949.
Situat la o altitudine de 21 m, aeroportul dispune de 2 piste. Este operat de Aeropuertos Argentina⁠(d).

## Infrastructură

### Piste
Aeroportul dispune de 2 piste. Pista 11/29 are suprafața de asfalt și dimensiunile 3.300 m × 60 m. Pista 17/35 are suprafața de asfalt și dimensiunile 3.105 m × 45 m. 